# Base aérienne 213 Arivonimamo
La base aérienne 213 Arivonimamo est une base aérienne de l'Armée de l'air malgache situé au sud-ouest d'Antananarivo à Arivonimamo dans l'Itasy.
Elle est accessible par la route nationale 56.

## Historique
Par la volonté du gouverneur général de Madagascar, le terrain aérien d'Arivonimamo est ouvert en 1926 avec première piste en herbe pour les aéronefs effectuant la liaison entre la France métropolitaine et Madagascar. Dès 1927, un Breguet 19 évolue pour la première fois sur cette piste.
À compter de 1935, une liaison internationale passager est ouverte et en 1936 la première liaison intérieure sur Mahajanga – Diego Suarez et retour. Les rares vols commerciaux sont opérés à partir d’Arivonimano.
En 1953, la compagnie aérienne Aigle Azur ouvre la première ligne régulière Antananarivo-Le Bourget en Boeing 377 Stratocruiser avec escales à Antsiranana, Dar es Salaam, Wadi Halfa, Benghazi et Marseille pour une durée totale de 3 jours de vol. Elle sera suivie la même année par Air France en Lockheed Constellation puis en DC-3 à partir de 1955 via Djibouti et la TAI en Douglas DC-4 et DC-6 via Brazzaville et Livingstone.
Dès l’indépendance, les autorités malgaches souhaitent faire d’Ivato l’aéroport international de la capitale. En mai 1964, l'exploitation de l'aérodrome civil d'Ivato est confiée à l'ASECNA puis le 24 juin 1967, le nouvel ensemble sera inauguré avec une piste de 3 100 m en présence du ministre français Pierre Messmer entraînant la fermeture de celui d’Arivonimano.
En 1976, l’aérodrome d’Arivonimano est rouvert dans le cadre d’une école de pilotage puis en tant que base aérienne tactique. En 2021, la base aérienne d'Ivato et la base aérienne tactique d'Arivonimamo fusionnent sous l'enseigne de la Base aérienne 213, alors sise à Arivonimamo.

## Situation

### Situation des aérodromes à Madagascar
| \| 30 km1:4 466 000 \| Ambalabe Ambalavao Ambatomainty Ambatondrazaka Ambilobe Ambohijanahary Mahajanga Ampampamena Ampanihy Analalava Andapa Andavadoaka Ankaizina Ankavandra Ankazoabo BA Arivonimamo Antsalova Antsirabato Antsirabe Antsoa Antsiranana · Arrachart Befandriana · Avaratra Bekily Belo sur · Tsiribihina Besalampy Betioky Doany Farafangana Nosy Be · Fascene Fianarantsoa Ihosy Ilaka-Est Antananarivo · Ivato Mahanoro Maintirano Malaimbandy Mampikony Manakara Mananara Nord Mananjary Mandabe Mandritsara Manja Maroantsetra Miandrivazo Morafenobe Morombe Morondava Port-Bergé Sainte · Marie Samangoky Sambava Soalala Tôlanaro · Fort-Dauphin Tambohorano Toamasina · Ambalamanasy Toliara Tsaratanana Tsiroanomandidy Vangaindrano Vatomandry Vohémar · Vohimarina |
| 30 km1:4 466 000 |

Les aérodromes en gras ont des liaisons régulières commerciales

## Organisation
La Base Aérienne 213 abrite le 1er éscadron de transport ainsi qu'une compagnie de commando de l'air.
Elle a également sous son commandement :
- le 1er éscadron d’hélicoptère implanté à Ivato
- un détachement air implanté à Ihosy
- un détachement air implanté à Antsohihy.